# Botryocladius petrophilus
Botryocladius petrophilus är en tvåvingeart som beskrevs av Peter Scott Cranston och Edward 1999. Botryocladius petrophilus ingår i släktet Botryocladius och familjen fjädermyggor. Inga underarter finns listade i Catalogue of Life.